# 沃希托国家森林
沃希托国家森林（英語：Ouachita National Forest）是美国的一座国家森林，位于阿肯色州的中西部和俄克拉荷马州的东部。

## 林相
沃希托国家森林的林相主要分佈在山坡和溪谷中。在海拔超過760公尺和陡峭乾燥的山坡地上分佈著大量的北美紅橡、北美白橡、馬里蘭橡和鐵橡， 這些植株大部分因未有商業價值而未被進行砍伐，其中原始森林總面積可能將近3,200 平方公里；而美東刺柏、絨毛鐵欖、翼葉榆和代茶冬青等古老林地則沿著溪谷分佈。這些廣闊連綿的原始森林，在美國僅次於阿拉斯加的通加斯國家森林。